# Bacopa eisenii
Bacopa eisenii là một loài thực vật có hoa trong họ Mã đề. Loài này được (Kellogg) Pennell mô tả khoa học đầu tiên năm 1946.